# Braytim
Braytim este un cartier din Timișoara. Acesta este situat în partea de sud a orașului, fiind primul cartier rezidențial construit în Timișoara, după 1989. Limitele cartierului se află între fosta strada Lidia, actuala stradă Mareșal Constantin Prezan, strada Gavril Musicescu, Calea Martirilor 1989 și Calea Urseni.

## Istorie
Proiectul a apărut în 1990 urma colaborării dintre T.C.M. Timiș, ulterior devenita Constructim, și firma „Maisons Pierre Bac” din Saint-Jean-de-Braye, Franța, reunite într-o societate mixtă, româno-franceza, sub numele de Braytim, unde partea română deținea 49% din acțiuni, iar cea franceză 51%. Numele provine din alăturarea denumirilor Bray, din Saint-Jean-de-Braye, și Tim, din Timișoara.
Construcțiile private încep în 7 decembrie 1991, odata cu sfințirea terenului de 68 de hectare concesionat de către Primăria Timișoara și Prefectura Județului Timiș, situat între Calea Martirilor 1989, strada Mureș și strada Gavril Musicescu, limita orașului cu localitatea Giroc, de către preoții loan Brânzei și loan Drăgoi împreuna cu mitropolitul Nicolae Corneanu și episcopul Sebastian Krauter. La acea vreme targetul era construirea a 900 de locuințe, fiind planificate, până în a doua jumătate a anului 1992, ridicarea a 17 imobile după planurile IPROTIM, sub conducerea arhitectei Alina Anastasescu. În iunie 1997 erau construite doar 28 de imobile, iar în septembrie, același an, 39.
Tot în 1997, municipalitatea din Saint-Jean-de-Braye a donat administrației din Timișoara 4 autobuze Renault, cu scopul de a deservi transportul în comun între Timișoara și zona Braytim.
În 1998, Primăria Timișoarei avea în vedere un plan urbanistic local pentru acest cartier, printre propuneri numărându-se terenuri destinate pentru spații verzi și sport, extinderea Bulevardului Sudului și modernizarea Caii Urseni.
Modelul cartierului Braytim a fost preluat și răspândit în jurul orașului. Practic, terenul a fost parcelat și vândut, iar proprietarii și-au construit case și vile cu unul sau mai multe etaje, însă aici nu a existat un concept sau un plan arhitectural al întregii zone.
Proiectul a avut parte si de critici în presa locală, un articol din 1995 menționând faptul ca acesta se află pe o stradă suburbană, iar locuințele au loturi de teren înguste, complet lipsite de vegetație și au un aspect monoton, asemănător cazărmilor, evidențiind un stil arhitectural neadaptat tradiției locale.

## Obiective turistice
În zonă se află Parcul Triade, cu opere ale sculptorului maghiar Péter Jecza și alte lucrări de artă ale unor artiști timișoreni.